# Un portier intelligent
Un portier intelligent est une nouvelle d'Anton Tchekhov, parue en 1883.

## Historique
Un portier intelligent est initialement publié dans la revue russe Le Spectateur, no 16, du 3 mars 1883, sous le pseudonyme A.Tchékhonté. Aussi traduit en français sous le titre La Morale.

## Résumé
Philippe, le portier, fait la morale au personnel de la maison, le cocher, les valets, les femmes de chambre, la cuisinière : « Vous êtes tous des ignares, moi seul, je consacre mon temps à la lecture, alors que vous ne pensez qu'à boire et manger ».
C’est maintenant son tour de garde. Il montre l’exemple et leur annonce qu’il va lire tranquillement pendant son service. Il prend un livre sur la culture du rutabaga, mais s’endort au bout de trois pages.
Il est réveillé par l’agent de police et écope d’un procès-verbal pour avoir dormi pendant son service. Rétrogradé à la cuisine, il écoute, cramoisi, Micha faire la lecture.

## Édition française
- Un portier intelligent, traduit par Madeleine Durand et André Radiguet, in Œuvres I, Paris, Éditions Gallimard, coll. « Bibliothèque de la Pléiade » no 197, 1968  (ISBN 978-2-07-0105-49-6).